# Miguel de la Sierra
Miguel de la Sierra (Guarnizo, Cantabria, 1763 – Ferrol, La Coruña, 1827) fue un marino realista español que se desempeñó como Comandante del Apostadero de Montevideo entre 1812 y 1814.

## Biografía

### Cabo Santa María
En agosto de 1804 el Brigadier José de Bustamante y Guerra (1759-1825), quien se desempeñara como Comandante del Apostadero de Montevideo hasta su reemplazo por Pascual Ruiz Huidobro, abandonó Montevideo para regresar a España. La flota estaba compuesta de cuatro fragatas: Medea, la capitana, de 40 cañones, botada en 1797 en Ferrol, Nuestra Señora de las Mercedes de 36 cañones y botada en 1786 en La Habana, Fama de 34 cañones, botada en 1795 en Cartagena y comandada por el capitán Miguel de Zapiain y Valladares, y Santa Clara, de 40 cañones.
Transportaba los caudales recogidos en los virreinatos de Perú y Buenos Aires así como los de numerosos particulares, quienes viajaban en muchos casos con sus familias, como ser el caso de Diego de Alvear y Ponce de León. En total llevaba 4.736.153 pesos.
El teniente de navío Miguel de la Sierra era el segundo comandante de la fragata Medea. 
El 5 de octubre de 1804, divisando ya las estribaciones de la sierra de Monchique, fueron detenidos frente al Cabo Santa María por una escuadra inglesa compuesta de las fragatas HMS Indefatigable (44 cañones, capitán Graham Moore), HMS Medusa (32 cañones, capitán Gore), HMS Amphion (32 cañones, capitán Sutton) y HMS Lively (38 cañones, capitán Hamond). Si bien no había guerra declarada, los ingleses tenían órdenes de desviar el convoy a Gran Bretaña. Si bien el poder de fuego (alrededor de 150 cañones) y las tripulaciones (unos mil cien hombres) eran parejos, el entrenamiento de los británicos era superior. Bustamante se negó a rendirse y se inició el combate, pero pronto un disparo alcanzó la santabárbara de la Mercedes que voló salvándose solo 52 de sus 315 tripulantes y enviando al fondo del mar aproximadamente un millón de pesos (330 millones de libras esterlinas de la época). Bustamante rindió dos de las fragatas y la Fama trató de escapar, siendo apresada hora y media después. 
Tras este breve pero dramático combate, que sería llamado Combate del Cabo de Santa María, el 11 de enero de 1805 España declaró la guerra a Gran Bretaña y el 21 de octubre siguiente la flota española fue destruida en la Batalla de Trafalgar.

### Comandancia de Montevideo

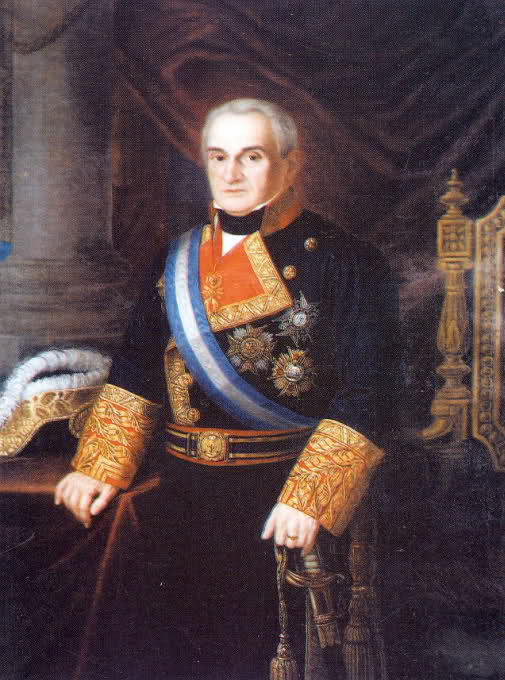
Gaspar de Vigodet.

El 10 de agosto de 1811 recibió instrucciones de reemplazar en la Comandancia del Apostadero de Montevideo al brigadier José María Salazar, quien había reemplazado a su vez a Pascual Ruiz Huidobro, y enfrentaba desde la Revolución de mayo de 1810 a los juntistas de Buenos Aires. El 26 de enero el ahora capitán de navío Miguel de la Sierra se hacía cargo de la Comandancia, dependiendo del Ministerio de Marina del Consejo de Regencia de España e Indias y subordinado al Gobernador de la plaza, Gaspar de Vigodet.
Reunidas en España las Cortes generales, recibió instrucciones de regresar a España pero solicitó en diciembre continuar en su puesto por considerarse necesario dada la situación del apostadero.
En efecto, el 20 de octubre de 1812 se había reiniciado el sitio terrestre de la ciudad, por lo que su suerte quedaba una vez más ligada a su marina.

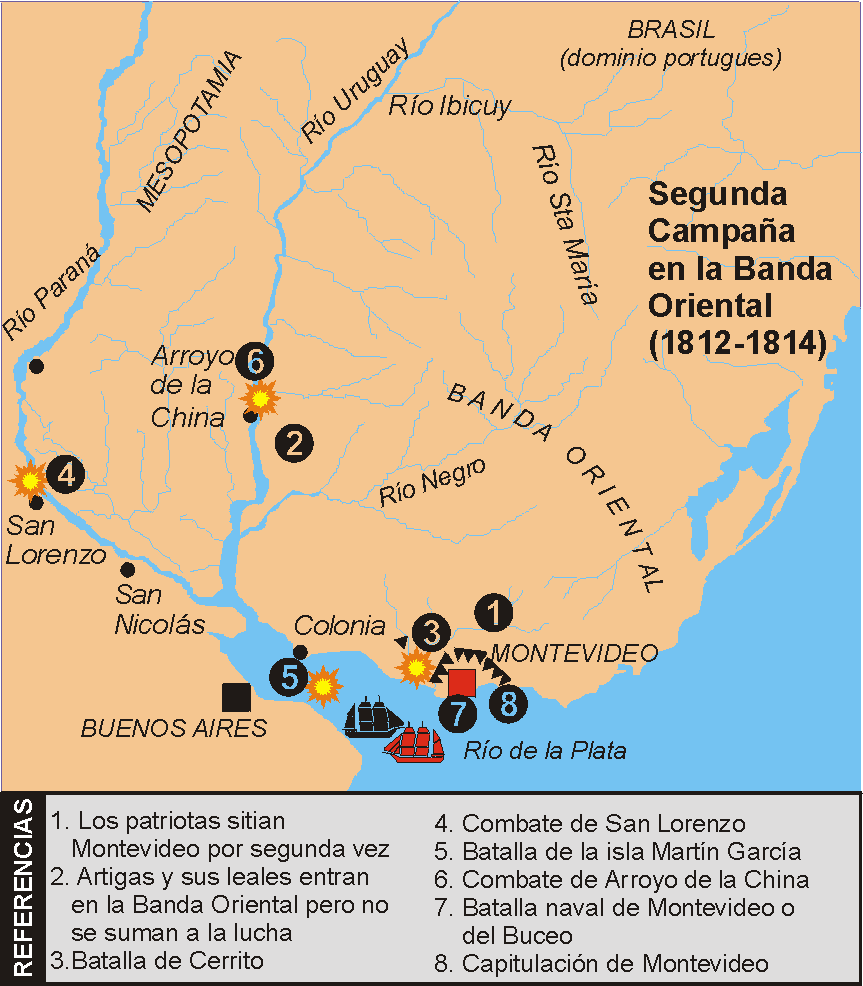

Desde la destrucción de la primera escuadrilla de Buenos Aires en el Combate de San Nicolás del 2 de marzo de 1811, Montevideo controlaba los ríos lo que le había permitido bloquear y bombardear Buenos Aires en julio y agosto de 1811 y en marzo de 1812, así como Corrientes en julio de 1811.
El control del Río de la Plata y de sus principales tributarios el Río Paraná y el Río Uruguay, asegurados por el dominio de la Isla Martín García, permitían a los realistas efectuar expediciones de hostigamiento y aprovisionamiento en sus riberas y hacían posible mantener la plaza, aunque sujeta a duras privaciones.
Tampoco el bloqueo naval sobre Buenos Aires era realmente efectivo, sea por la imposibilidad de forzar su cumplimiento a los buques extranjeros, principalmente ingleses y norteamericanos, o por el movimiento de los pequeños buques de cabotaje que mantenían sus operaciones desde los puertos de Buenos Aires o de Las Conchas al norte de la ciudad y Ensenada de Barragán o Río Salado (Buenos Aires) al sur.
Para ahogar ese comercio por decreto del 6 de marzo de 1813 se declaró buena presa los buques españoles que salieran de Buenos Aires con patente "del intruso gobierno", así como los que se dirigiesen a Buenos Aires o puertos y costas que obedecieran a dicho gobierno.
En julio de 1813 De la Sierra dictó las Instrucciones y Leyes que deben observar los capitanes de los buques corsarios que naveguen el río estableciendo que era necesaria la licencia del gobernador o del comandante del apostadero, él mismo.

### Campaña de 1814

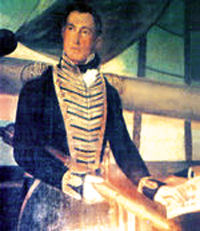
Guillermo Brown.

En diciembre de 1813 el Segundo Triunvirato de las Provincias Unidas del Río de la Plata tomó la decisión de crear una nueva escuadra y forzar la situación en el frente oriental. Con el impulso de Juan Larrea y el apoyo del comerciante Guillermo Pío White en febrero de 1814 la flotilla estaba lista para entrar en operaciones al mando de Guillermo Brown.

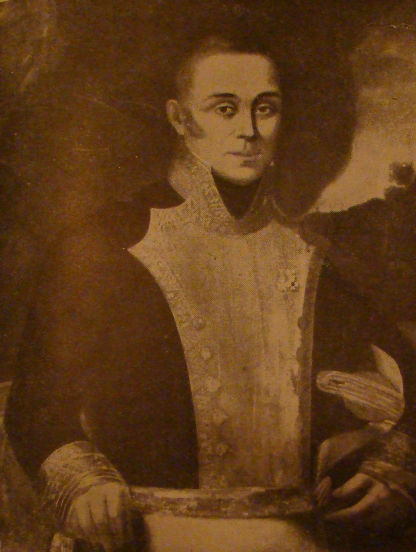
Jacinto de Romarate.

De la Sierra ordenó a su mejor comandante, Jacinto de Romarate, reforzar la Isla Martín García con el objeto de impedir asaltos como el de José Caparrós en 1813 y prepararla para funcionar como hospital para los enfermos de escorbuto de la ciudad y punto de concentración y engorde del ganado capturado, y avanzar posteriormente sobre Buenos Aires para impedir o desorganizar la creación de la escuadra.
No obstante la iniciativa no llegó a tiempo ante la celeridad de los preparativos de los patriotas cuya flota estaba ya en operaciones incluso tras la escuadra realista, por lo que Romarate permaneció en Martín García. Abriendo las operaciones de la Campaña Naval de 1814, el 10 de marzo de 1814 Brown lo atacó en el canal oeste de la isla pero la varadura de su nave capitana, la fragata Hércules, que quedó expuesta a un fuego devastador de la escuadra en pleno y las baterías de tierra, dio la victoria de la jornada a los realistas. Tras retirarse y contra toda previsión Brown regresó y efectuó un desembarco en la isla consiguiendo capturarla. Romarate, careciendo de munición, se vio forzado a retirarse y sin recibir apoyo de su base en Montevideo se refugió en el Río Uruguay.
En efecto, Miguel de la Sierra ordenó al capitán de fragata José Primo de Rivera y Ortiz de Pinedo zarpar en ayuda de Romarate, pero Primo de Rivera demoró constantemente la salida y cuando finalmente cumplió la orden regreso al poco tiempo a la seguridad de la bahía por temor al enfrentamiento con Brown. La conducta de Primo de Rivera para con su comandante llegaba a la abierta desobediencia, pues acudía directamente a Vigodet para presentar constantes partes de enfermo que lo exceptuaran del servicio.
La indecisión en acudir en auxilio de la división Romarate que decidió su pérdida causó gran indignación en la plaza y puso de manifiesto la verdadera situación en que quedaba la plaza de cara al previsible enfrentamiento final.

### Batalla del Buceo

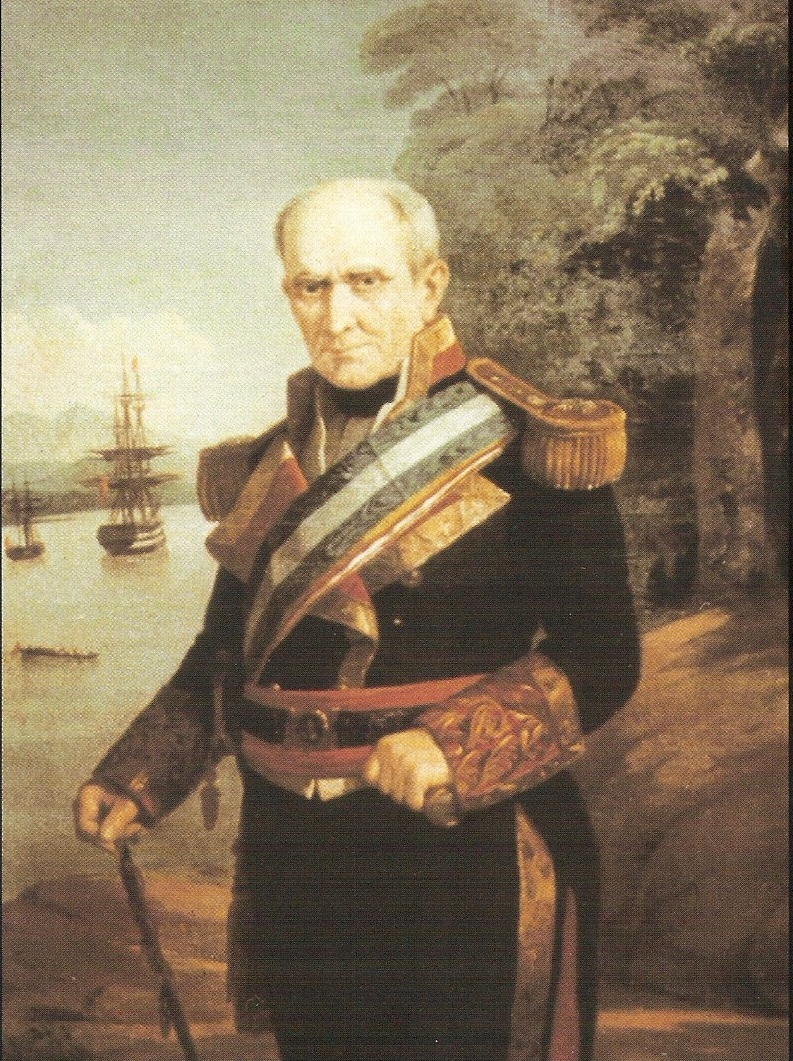
José Primo de Rivera.

Brown bloqueó a Montevideo a partir del 14 de abril de 1814. Si bien el número de navíos era parejo, los realistas carecían desde hacía tiempo de tripulantes y oficiales bien entrenados, debiendo proceder a la leva de prisioneros, soldados o ciudadanos en general sin ningún entrenamiento marinero. Mientras que el Cabildo de Montevideo era de la opinión de presentar batalla, los comandantes militares en su mayoría eran contrarios, dando como justificación lo antes expuesto. Finalmente una votación decidió la salida.

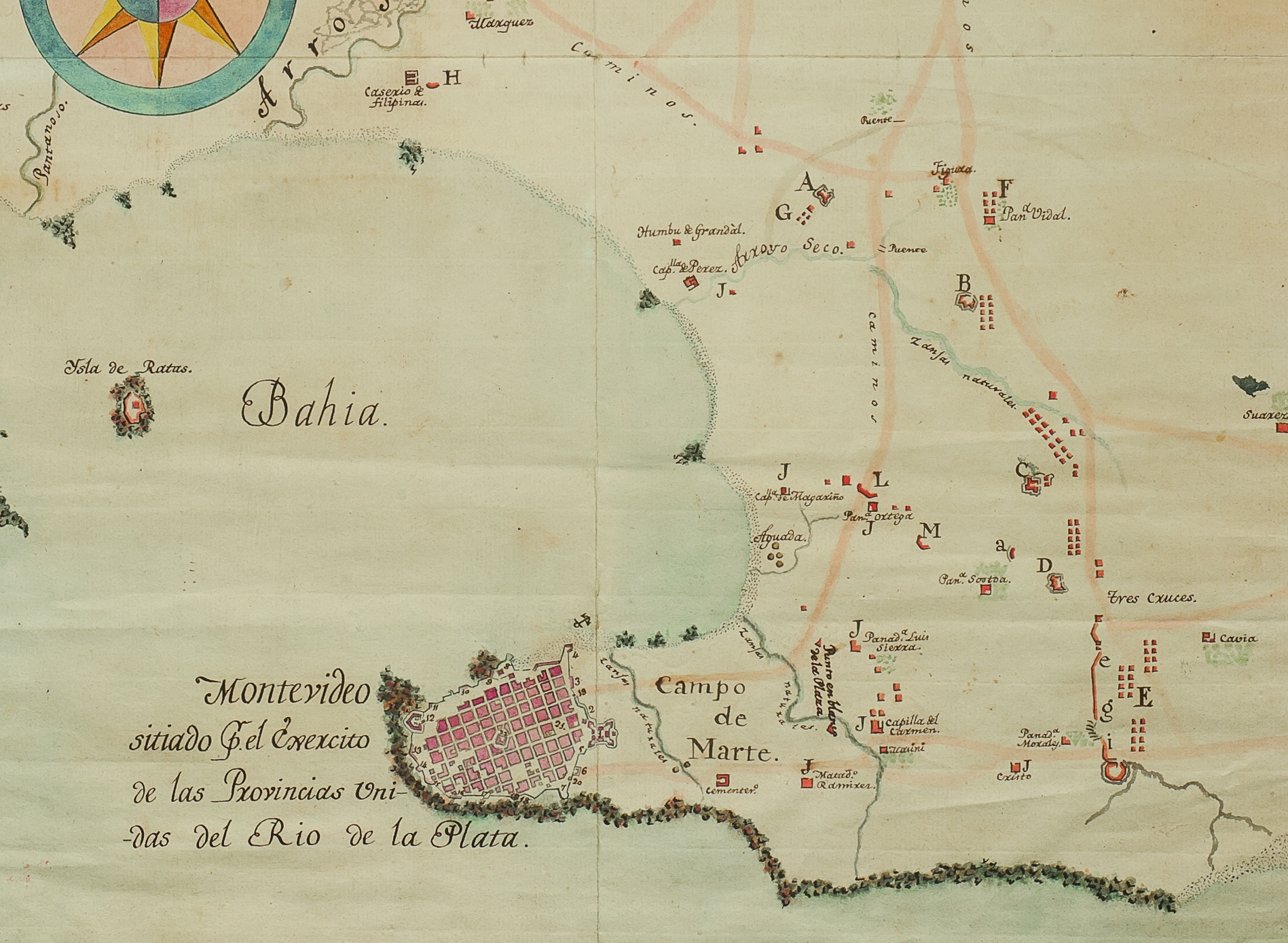
Montevideo en 1813.

Sin Romarate, con mucho su mejor comandante por táctica y valor, debía tomar el mando el capitán de fragata José Primo de Rivera y Ortiz de Pinedo, responsable del Tercer bombardeo de Buenos Aires (1812) y quien no comprometiera apoyo alguno a Romarate por temor a enfrentar a Brown. No obstante Primo de Rivera dio constante parte de enfermo para excusarse y finalmente pedir el relevo por lo que el mismo Comandante del Apostadero debió hacerse cargo tanto de la instrucción como de la operación.
La recluta proveía hombres sin ningún entrenamiento hasta el punto que Miguel de la Sierra idea como método para dar las órdenes el uso de naipes, que pone en los palos y drizas para poder referenciarlos. Así las órdenes se transforman en instrucciones como "¡As de Oro!" o "¡Rey de Palos!".
Finalmente el 14 de mayo la escuadra abandona su fondeadero para enfrentar a la de Brown en el Puerto del Buceo. Estaba compuesta por el Queche Hiena (capitana), las corbetas Mercurio, Neptuno y Paloma, la fragata Mercedes, la balandra Castro, el lugre San Carlos, la goleta María, los bergantines Cisne y San José y el falucho Fama, con 1.087 hombres y 155 cañones.

La escuadra de Brown está compuesta por la fragata Hércules, las corbetas Belfast (Oliver Russell) y Zephyr (Santiago King), el bergantín Nancy (Richard Leech), la goleta Juliet(McDougald), la corbeta Agreable (Lemare), la sumaca Trinidad(Wack) y el falucho San Luis (Clark), con algo más de mil cien hombres y 147 cañones.
Ante el avance de Miguel de la Sierra, la escuadra de las Provincias Unidas se alejó a todo el trapo hacia el SE durante 90 minutos perseguidos por los españoles. Cuando se habían alejado de la costa lo suficiente para contar con mayor calado y dificultar la retirada enemiga, Brown dio orden de iniciar el combate.
Pero el viento cesó rápidamente por lo que el cañoneo fue breve. La mayor pérdida patriota era la del San Luis, abordado por el corsario Pepe el Mahonés.
La flota realista pese a estar cerca de su apostadero carecía de remolque adecuado, por lo que quedó de hecho varada. 
En esos momentos, al anochecer, el Hiena en vanguardia al mando directo de Miguel de la Sierra se alejó de la escuadra tras recibir dos descargas de la Hércules. El queche Hiena era el buque de mejor andar por lo que pronto el resto de la flota quedó a su suerte y se hizo cargo del capitán de fragata José Posadas. Dice Brown:"El queche Hiena, que estaba a la cabeza de la escuadra estuvo al tiro de fusil de la Hércules, mas aprovechándose de su mando, después de haber recibido dos andadas a metralla de bala, se largo y separó de sus compañeros. En él se descubrirá el distintivo del Jefe, y no obstante eso, se complacía en huir".
El 16 de mayo como sigue la calma Brown pasa a la recién llegada sumaca Itatí por ser mejor velera y consigue aproximarse a la escuadra enemiga pero es herido en una pierna, quedando cojo de por vida. Brown no abandona su puesto de comando y regresa a la Hércules dirigiendo desde entonces el combate desde una angarilla. 
Por la noche hace deslizarse a la Hércules entre dos buques realistas y efectúa descargas por ambas bandas, rindiéndose ambos navíos. Al término de la jornada se habían capturado el San José, el Paloma y el Neptuno, mientras que el Cisne y la balandra Castro se habían estrellado contra las rocas e incendiado.
En las primeras horas del 17 se levantó una brisa que Brown aprovechó de inmediato lanzándose sobre el enemigo y rindiendo la goleta María. Solo la corbeta Mercurio, el lugre San Carlos y el falucho Fama consiguen huir y ponerse a salvo bajo las baterías de la plaza. El mismo día el Hiena que había permanecido al SE del banco Inglés, consigue también entrar a la bahía.
Cerrado el bloqueo por mar y tierra Montevideo se rindió finalmente el 23 de junio de 1814 a Carlos María de Alvear.

### Juicio
En España los protagonistas fueron sometidos a juicio. Romarate fue el único caso en ser rápidamente exceptuado, por no haber dudas de su eficacia y valor, reconocido incluso por su mismo contrincante, Brown. 
Primo de Rivera, pese a ser quizá el más amenazado, fue rescatado por razones de familia por directa intervención de Fernando VII en resolución del 6 de julio de 1817.
Vigodet en el consejo de guerra afirmaba que: "la rendición de la ciudad fue efecto de la cobarde conducta del cuerpo de Marina en las acciones contra los insurgentes". Salvado Primo de Rivera el siguiente en la lista era Miguel de la Sierra. Su defensa se basó en que sus fuerzas eran en calidad inferiores a las adversarias "compuesta en la mayor parte de súbditos de los EEUU e Ingleses, dirigida por los primeros, equipada y pertrechada con mucha ventaja a la nuestra".
Respecto de la retirada o huida del Hiena, el capitán de navío José de Posadas manifestó no haber entendido las señales del buque insignia para que el resto de la escuadra lo siguiera en su retirada al SE del banco Inglés. En otras palabras, no había huido sino dado la orden de retirada que nadie vio ni siguió. Si bien era factible por carecerse de un sistema de señales eficaz y consiguientemente de un manejo mínimo de directivas tácticas, no excusa a Miguel de la Sierra por no regresar.
No obstante, el tribunal juzgó que la separación del Hiena y su comandante fue un "accidente irremediable, efecto de la oscuridad, de la calma, de las corrientes, de las malas maniobras de la mayor parte de los buques y la impericia de las tripulaciones" y el 30 de septiembre de 1818 cerró el caso y rehabilitó a Miguel de la Sierra en su empleo.
Miguel de la Sierra siguió a partir de entonces una carrera administrativa. A cargo del arsenal de Ferrol murió en 1827 con el rango de brigadier. El almirante Francisco de Paula Pavía diría de Miguel de la Sierra que era "un inteligente y bizarro marino y un cumplido y pundonoroso caballero".